# ریزسیال‌شناسی
ریزسیال‌شناسی یا میکروفلویدیک (به انگلیسی: Microfluidics) با رفتار، کنترل دقیق و نگهداری سیالاتی حاوی سلول کار دارد که به لحاظ هندسی به مقیاس کوچکی، معمولاً زیر میلی‌متر، محدود شده‌اند. میکروفلویدیک یک موضوع چند رشته‌ای است رشته‌هایی مانند مهندسی، فیزیک، شیمی، بیوشیمی، فناوری نانو، و بیوتکنولوژی با هدف طراحی سامانه‌های گوناگون با یکدیگر همکاری دارند. میکروفلویدیک در ابتدای سال ۱۹۸۰ پدید آمد و در توسعه چاپگرهای جوهرافشان، تراشه‌های DNA، فناوری آزمایشگاه روی تراشه (lab-on-chip)، و فناوریهای‌های ریزگرمایی استفاده شد.
به‌طور معمول، میکرو به معنی یکی از ویژگی‌های زیر است:
- حجم کوچک (μL, nL, pL, fL)
- اندازه کوچک
- مصرف پایین انرژی
- اثرات دامنه میکروسکوپی

به‌طور معمول سیالات حرکت کرده، مخلوط شده، جدا شده، یا به عبارت دیگر پردازش می‌شوند. کاربردهای متعددی تکنیک‌های کنترل پسیو سیال مانندنیروهای مویرگی را به کار می‌گیرند. در برخی کاربردها، ابزارهای محرک خارجی به صورت اضافی برای حمل و نقل مستقیم محیط استفاده می‌شوند. نمونه‌هایی از این ابزار محرک‌های چرخشی اعمال‌کننده نییروهای گریز از مرکز برای انتقال سیال بر روی تراشه‌های غیرفعال هستند. ریزسیال‌شناسی فعال به کنترل تعریف شده سیال کاری توسط اجزای فعال (میکرو) مانند ریزپمپ‌ها یا ریزدریچه‌ها اشاره دارد. میکروپمپ‌ها سیالات را با یک رفتار پیوسته ذخیره می‌کنند یا برای دوز استفاده می‌شوند. میکرودریچه‌ها جهت جریان یا شیوه حرکت مایعات پمپ شده را تعیین می‌کنند. اغلب فرایندهایی که به‌طور معمول در آزمایشگاه انجام می‌شوند، بر روی یک تراشه کوچک به منظور افزایش کارایی و تحرک و همچنین کاهش حجم نمونه و واکنش دهنده، به صورت مینیاتوری یا کوچک شده درآورده می‌شوند.

## رفتار سیالات در مقیاس میکروسکوپی

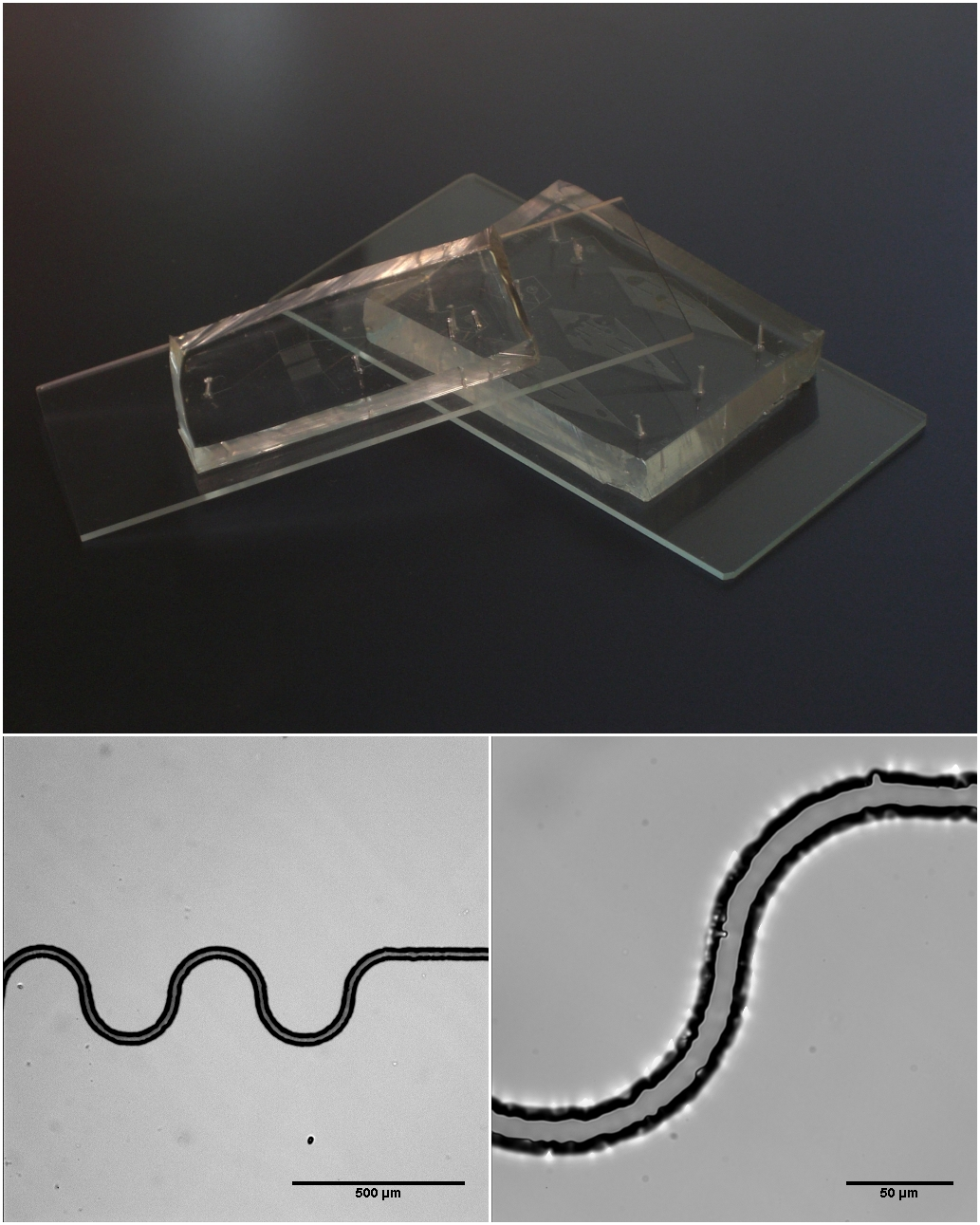
ابزارهای ریزسیال‌شناختی سیلیکون رابر و شیشه ای. میکروفلوییدی. بالا: عکسی از ابزار. پایین: تصویر ریزنگاری فاز کنتراست از یک کانال مارپیچی با پهنای ~۱۵ میکرومتر.

رفتار سیالات در محدوده میکروسکوپی می‌تواند از رفتار بزرگ‌سیال (ماکروفلویدیک) در عواملی مانند کشش سطحی، اتلاف انرژی، و شروع مقاومت سیال در برابر سیستم متفاوت باشد. میکروفلویدیک دربارهٔ چگونگی تغییر این رفتارها و اینکه چگونه آن‌ها می‌توانند در اطراف کار کنند، یا برای استفاده‌های جدید مورد استفاده قرار گیرند، مطالعه می‌کند.
در مقیاس‌های کوچک (اندازه کانال حدود ۱۰۰ نانومتر تا ۵۰۰ میکرومتر) برخی از خواص جالب و گاه غیرمعقول ظاهر می‌شوند. به‌طور خاص، عدد رینولدز (که اثر تکانه یا مومنتوم سیال را به اثر ویسکوزیته مقایسه می‌کند) می‌تواند بسیار کم شود. یک نتیجه کلیدی این است که سیالات هم جریان در معنای سنتی خود لزوماً با هم مخلوط نمی‌شوند، زیرا جریان به جای آشفته شدن، آرام می‌شود؛ حمل و نقل مولکولی بین آن‌ها اغلب باید از طریق انتشار باشد.
همچنین می‌توان از خصوصیت بالای خواص شیمیایی و فیزیکی (غلظت، pH، دما، نیروی برشی و غیره) نیز که در نتیجه شرایط واکنش یکنواخت و محصولات درجه بالاتر در واکنش‌های یک و چند مرحله‌ای حاصل می‌شوند، اطمینان حاصل کرد.

## انواع مختلف جریان ریزسیال
جریان‌های ریزسیال فقط باید با مقیاس طول هندسی محدود شوند - شروط و روش‌های مورد استفاده برای دستیابی به چنین محدودیت هندسی بستگی زیادی به کاربرد مورد نظر دارد. جریان‌های ریزسیال عرفاً در داخل کانال‌های بسته ایجاد می‌شوند و سطح مقطع کانال در مرتبه 10 میکرومتر در 10 میکرومتر است. هر یک از این روش‌ها دارای تکنیک‌های مربوط به خود برای حفظ جریان سیال قوی است که طی چندین سال به تکامل رسیده‌است.

### ریزسیال‌شناسی با جریان پیوسته
این فناوری‌ها مبتنی بر کنترل جریان پیوسته سیال از میان کانال‌های ساخته شده به صورت میکرو می‌باشد. تحریک جریان سیال به وسیله منابع فشار خارجی، پمپ‌های مکانیکی خارجی، میکرو پمپ‌های مکانیکی یکپارچه، یا ترکیبی از نیروهای مویرگی و سازوکارهای برق‌جنبشین (الکتروکینتیک) انجام می‌شود. عملکرد میکروفلوید جریان پیوسته رویکرد اصلی است، زیرا این روش برای به‌کارگیری آسان است و حساسیت کمتری به مشکلات رسوب پروتئین دارد. دستگاه‌های جریان پیوسته برای بسیاری از کاربردهای به خوبی شناخته شده و بیوشیمیایی ساده و برای انجام وظایف خاص مانند جداسازی شیمیایی مناسب است، اما برای کاربردهایی که نیاز به انعطاف‌پذیری بالا یا کنترل سیال دارند، مناسب نیست. این سیستم‌های کانال بسته به‌طور ذاتی برای یکپارچه شدن و مقیاس، دشوار هستند، زیرا پارامترهایی که میدان جریان را کنترل می‌کنند در مسیر جریان متفاوت هستند و جریان سیال در هر مکانی به خواص کل سیستم بستگی دارد.
قابلیت‌های نظارت بر فرایند در سیستم‌های جریان پیوسته می‌تواند با سنسورهای جریان میکروفلوئیدی بسیار حساس بر اساس تکنولوژی MEMS بدست آید.

### ریزسیال‌های مبتنی بر قطره
ریزسیال‌شناسی مبتنی بر قطره یک زیرمجموعه از ریزسیال‌شناسی است که در برابر با ریزسیال‌شناسی جریان پیوسته قرار دارد؛ ریزسیال‌شناسی مبتنی بر قطرات حجم‌های گسسته سیالات را در فازهای ناپیوسته با عدد رینولدز کم و رژیم جریانی آرام یا لامینار کنترل می‌کند. علاقه به سیستم‌های میکرو فلوئیدیک مبتنی بر قطره در دهه‌های گذشته به‌طور قابل توجهی افزایش یافته‌است. قطرات میکرو امکان کنترل حجم‌های کوچک یا مینیاتوری (μl تا fl) سیالات را به راحتی در اختیار شما قرار دهد، که امکان مخلوط‌سازی بهتر، انکپسوله کردن، مرتب‌سازی و سنجش بهتر را فراهم می‌کند. بهره‌گیری از مزایای ریزسیال‌شناسی مبتنی بر قطره به صورت مؤثر، نیاز به درک عمیق از نحوه ایجاد قطرات برای انجام عملیات منطقی مختلف مانند حرکت قطره، مرتب‌سازی قطره، ادغام قطره و شکاف قطره دارد.

### ریز سیال‌شناسی دیجیتالی
یکی از جایگزین‌هایی که می‌توان برای سیستم‌های با جریان مداوم و کانال‌های بسته که در بالا توضیح داده شد ساختارهای باز جدیدی است که قطراتی گسسته با امکان کنترل مستقل بر بستری که، رطوبت دهی الکترونیکی برای آن انجام می‌شود، سازمان دهی شده. با نظر به ساختارهای میکروالکترونیکی دیجیتال به کار برده شده در این رویکرد آن ریز سیال‌شناسی دیجیتال خوانده می‌شود. Le Pesat و همکارانش پیشگامان استفاده از نیروهای مستعد الکتریکی برای حرکت قطرات در یک مسیر دیجیتال بودند. ترانزیستور مایعی که cytonix پیشگام معرفی آن بود هم در این فرایند نقش ایفا می‌کند. این نوآوری متعاقباً توسط دانشگاه دوک عرضه شد. با استفاده از قطرات گسستهٔ حجم-واحد یک عملکرد ریزسیالی می‌تواند به مجموعه از عملیات‌های اساسی تقلیل یابد. به عنوان مثال حرکت کی واحد مایع در یک واحد از فاصله. این متد دیچیتالی کردن استفاده از رویکردهای سلسله مراتبی و مبتنی بر سلول را برای طراحی بیوچیپ‌های ریزسیال‌شناسی را تسهیل می‌کند؛ بنابراین یک سیستم انعطاف‌پذیر و قابل مقیاس که در عین حال قابلیت تحمل بالایی دارد را ارائه می‌دهد. علاوه بر این، از آنجا که می‌توان هر قطره را به صورت مجزا کنترل کرد، این سیستم‌ها نیز دارای قابلیت پیکر بندی مجدد هستند، بدین ترتیب گروهی از سلول‌های هر واحد در یک آرایه ریز سیالی می‌توانند برای تغییر قابلیت‌های آنها در طی اجرای همزمان یک مجموعه از آزمون‌های دستی مجدداً تنظیم شوند. با این که قطرات دز کانال‌های ریزسیالی محدود شده‌اند، اما نمی‌توان تا زمانی که کنترل قطرات به صورت مستقل از یکدیگر صورت نپذیرد، نباید به عنوان ریز سیال‌شناسی دیجیتال اشتباه گرفته شود. یکی از راه‌های معمول حقیقی سازی در ریزسیال‌شناسی دیجیتال مرطوب سازی الکترونیکی بر روی مادهٔ دی التریک یا EWOD Electrowetting On Dielectic" است. بسیاری برنامه‌های Lab-on-chip در پارادایم ریزسیال‌شناسی دیجیتال با استفاده از رطوبت دهی الکترونیکی معرفی شده‌اند، با این حال جدیداً روش‌های دیگری برای ایجاد قطرات با استفاده از امواج آکوستیک سطحی، اعمال مکانیکی، optoelectrowetting و غیره معرفی شده‌اند.

### ریزسیال‌شناسی مبتنی بر کاغذ
مقاله اصلی: ریز سیال‌شناسی مبتنی بر مقاله
دستگاه‌های ریز سیال‌شناسی مبتنی بر کاغذ یک در حال رشد برای سیستم‌های تشخیص پزشکی قابل حمل، ارزان و کاربر پسند را پر می‌کند. ریز سیال‌شناسی کاغذ مبتنی بر پدیده نفوذ مویرگی در رسانه متخلخل است. به منظور تنظیم نفوذ مایع در زیر پوسته‌های متخلخل مانند کاغذ، در دو و سه بعد، ساختار منافذ، مرطوب بودن و هندسه دستگاه‌های میکرو فلوئیدیک می‌تواند کنترل شود در حالی که ویسکوزیته و میزان تبخیر مایع نقش مهمتری را ایفا می‌کنند بسیاری از این دستگاه‌ها دارای مانع‌های هیدروفوبیک بر روی کاغذ هیدروفیلی هستند که به صورت غیرمستقیم محلول‌های آبی را به محل‌هایی که واکنش‌های بیولوژیکی آن را حمل می‌کنند، حمل می‌کند برنامه‌های فعلی عبارتند از تشخیص گلوکز قابل حمل و آزمایش محیط زیست با امید به رسیدن به مناطقی که دارای ابزار تشخیصی پیشرفته پزشکی نیستند.

## نواحی کاربردی کلیدی
ساختارهای ریزسیال شامل سامانه‌های میکروپنوماتیکی، یعنی ریزسامانه‌هایی برای کنترل سیالات خارج تراشه‌ای (پمپ‌های مایع، دریچه‌های گاز، و غیره) و ساختارهای ریزسیال برای کنترل بر روی تراشه حجم‌های نانولیتری (nl) و پیکولیتری (pl) هستند. تا به امروز موفق‌ترین کاربردهای تجاری از میکروفلوئیدیک چاپگر جوهر افشان می‌باشد. علاوه بر این، پیشرفت‌ها در ساخت میکروفلوئید امکان تولید ابزارهایی با پلاستیک‌های قیمت پایین را فراهم کرده‌است و کیفیت بخش ممکن است به صورت خودکار تأیید شود.
پیشرفت‌های فناوری ریزسیال‌شناسی، روش‌های زیست‌شناسی مولکولی را برای تجزیه و تحلیل آنزیمی (به عنوان مثال، آزمایش‌های گلوکز و لاکتات)، تجزیه و تحلیل DNA (به عنوان مثال واکنش زنجیره‌ای پلیمراز و توالی‌یابی با بازدهی بالا) و پروتئومیکس را متحول می‌کند. ایده اصلی زیست تراشه‌های ریزسیال‌شناختی ادغام عملیات ارزیابی مانند تشخیص، و همچنین پیش آزمون نمونه و تهیه نمونه بر روی یک تراشه می‌باشد.
یک ناحیه کاربردی جدید برای تراشه‌های زیستی پاتولوژی بالینی، به ویژه در تشخیص فوری مراقبت از بیماری است. علاوه بر این، دستگاه‌های مبتنی بر ریزسیال‌شناسی، قادر به نمونه‌گیری مستمر و آزمایش زمان واقعی (real-time testing) نمونه‌های هوا/ آب برای مواد سمی بیوشیمیایی و دیگر عوامل بیماری‌زا خطرناک می‌باشد، که می‌تواند به عنوان یک هشدار دهنده «زنگ زیستی» مداوم برای هشدار زودهنگام استفاده شود.
فناوری ریزسیال‌شناسی منجر به ایجاد ابزار قدرتمند برای زیست شناسان برای کنترل کامل محیط سلولی، و سوالات و اکتشاف‌های جدید شده‌است. بسیاری از مزایای متنوع این تکنولوژی برای میکروبیولوژی در زیر آورده شده‌است:
- مطالعات کلی یک سلولی شامل رشد سلولی، تکثیر و …[۲۴][۱۱]
- پیری سلول: ابزارهای میکروفلوئیدی مانند «ماشین مادر» امکان ردیابی هزاران نسل از سلول‌ها را تا زمان مرگ فراهم می‌کنند[۲۴]
- کنترل میکرومحیط: اعم از محیط مکانیکی[۲۵] تا محیط شیمیایی[۲۶]
- شیب‌های غلظتی فضایی زمانی دقیق با ترکیب ورود چند ماده شیمیایی به یک دستگاه[۲۷]
- اندازه‌گیری نیروی سلول‌های چسبنده یا کروموزوم‌های محدود (confined): اشیاء به دام افتاده در یک ابزار میکروفلوئیدی دستگاه می‌تواند به‌طور مستقیم با استفاده از انبرک نوری یا سایر روش‌های تولید نیرو کنترل شوند[۲۸]
- محدود کردن سلول‌ها و اعمال نیروهای کنترل شده با جفت کردن روش‌های تولید نیروی خارجی مانند جریان استوکس، انبرک نوری، یا تغییر شکل کنترل شده دستگاه PDMS[۲۸][۲۹][۳۰][۳۱]
- کنترل سریع و دقیق دما[۳۲][۳۳]
- ادغام میدان الکتریکی[۳۰]
- کاشت بر روی یک تراشه و کاشت کشت بافت[۸]
- مقاومت آنتی‌بیوتیک: دستگاه میکرو فلوئیدی می‌تواند به عنوان محیط ناهمگن برای میکروارگانیسم‌ها استفاده شود. در یک محیط ناهمگن، تکامل برای یک میکروارگانیسم آسان‌تر است. این امر می‌تواند برای تست سرعت تکامل یک میکروارگانیسم یا برای آزمایش مقاومت آنتی‌بیوتیک مفید باشد.

برخی از این کاربردهای میکروفلوئیدی در بخش‌های زیر بیشتر توضیح داده شده‌اند.

### تراشه‌های DNA (microarray)
زیست تراشه‌های اولیه بر اساس ایده یک میکروآرایه DNA، از جمله DNA-DNA GeneChip از Affymetrix، که یک قطعه شیشه ای، پلاستیک یا سیلیکون سوبسترا است، بر روی قطعاتی از DNA (پروب) در یک آرایه میکروسکوپی نصب می‌شود. یک آرایه پروتئینی مشابه یک میکروآرایه DNA، یک آرایه مینیاتوری است که در آن بسیاری از عوامل جذب مختلف، یک آرایه پروتئینی یک آرایه مینیاتوری است که در آن بسیاری از عوامل جذب کننده، اغلب آنتیبادیهای تک سلولی، روی سطح تراشه قرار می‌گیرند؛ آنها برای تعیین وجود یا مقدار پروتئین در نمونه‌های بیولوژیکی، مانند خون استفاده می‌شود. نقص از آرایه‌های DNA و پروتئین این است که آنها پس از ساخت آنها نه قابل تنظیم و نه مقیاس پذیر هستند. Microfluidics دیجیتال به عنوان وسیله ای برای انجام PCR دیجیتال توصیف شده‌است.

### زیست‌شناسی مولکولی
علاوه بر microarrays, biochipes برای الکتروفورز دو بعدی، تجزیه و تحلیل ترانسکتیکوم، و تقویت PCR طراحی شده‌است برنامه‌های کاربردی دیگر عبارتند از الکتروفورز و کروماتوگرافی مایع مختلف برای پروتئین و DNA، جداسازی سلول، به ویژه جداسازی سلول‌های خونی، تجزیه و تحلیل پروتئین، دستکاری و تجزیه و تحلیل سلولی، از جمله تجزیه و تحلیل زنده زنده و جذب میکرو ارگانیسم.

### زیست‌شناسی تکاملی
با ترکیب میکرو فلوئیدیک با محیط زیست و نانوفیلئیدیک، می‌توان یک چشم‌انداز مایع نانو / میکرو ساخته شده با ایجاد تکه‌های محلی زیستگاه باکتری‌ها و اتصال آنها به راهروهای پراکنده ایجاد کرد. مناظر حاصل می‌تواند به عنوان پیاده‌سازی فیزیکی یک چشم‌انداز تطبیقی مورد استفاده قرار گیرد، با تولید یک موزاییک فضایی از تکه‌های فرصت توزیع شده در فضا و زمان. ماهیت پراکنده این مناظر مایع به بررسی سازگاری سلول‌های باکتریایی در یک سیستم متابولیسم اجازه می‌دهد. بوم‌شناسی تکاملی این سیستم‌های باکتریایی در این اکوسیستم‌های مصنوعی اجازه می‌دهد تا با استفاده از بیوفیزیک برای رسیدگی به سوالات در زیست‌شناسی تکاملی.